# 広小路 (豊橋市)
広小路（ひろこうじ）は、愛知県豊橋市の町名。現行行政地名は広小路1丁目から3丁目。

## 地理
豊橋市中央部に位置し、東は大手町・神明町、南は駅前大通1～3丁目、北は松葉町1丁目・萱町・花園町・魚町に接する。

## 世帯数と人口
2023年（令和5年）4月1日現在の世帯数と人口は以下の通りである。
| 町丁        | 世帯数  | 人口  |
| ----------- | ------- | ----- |
| 広小路1丁目 | 22世帯  | 45人  |
| 広小路2丁目 | 112世帯 | 221人 |
| 広小路3丁目 | 212世帯 | 439人 |

## 学区
市立小・中学校に通う場合、学区は以下の通りとなる。
| 町丁        | 番・番地等 | 小学校             | 中学校             | 高等学校普通科 |
| ----------- | ---------- | ------------------ | ------------------ | -------------- |
| 広小路1丁目 | 全域       | 豊橋市立松山小学校 | 豊橋市立中部中学校 | 三河学区       |
| 広小路2丁目 | 全域       | 豊橋市立松山小学校 | 豊橋市立中部中学校 | 三河学区       |
| 広小路3丁目 | 全域       | 豊橋市立松山小学校 | 豊橋市立中部中学校 | 三河学区       |

## 歴史

### 沿革
- 1958年（昭和33年）9月12日 - 花田町・松葉町・花園町・新銭町・清水町・神明町・紺屋町の各一部より、広小路が成立[6]。

## 施設

### 広小路一丁目
- みずほ銀行豊橋支店
- 大木家本社
- 精文館書店豊橋本店
- アパホテル豊橋駅前

### 広小路二丁目
- 蒲郡信用金庫豊橋支店

### 広小路三丁目
- 三井住友銀行豊橋支店
- 吉田天満宮

- 精文館書店豊橋本店
- アパホテル豊橋駅前

## 交通
- 国道259号（田原街道）
- 愛知県道388号大山豊橋停車場線（大橋通り）
- 広小路通り

## その他

### 日本郵便
- 郵便番号 : 440-0881[2]（集配局：豊橋郵便局[7]）。